# Crimini di guerra sovietici
Per crimini di guerra sovietici si intendono quei crimini perpetrati dalle forze armate dell'Unione Sovietica dal 1919 al 1991, inclusi gli atti commessi dall'esercito regolare - prima Armata Rossa, poi successivamente denominata Esercito sovietico - così come quelli commessi dal NKVD, incluse le truppe interne al NKVD. In alcuni casi, questi crimini possono essere stati commessi su ordini diretti - come parte della politica del primo governo sovietico del terrore rosso. In altri casi sono stati commessi dalle truppe dell'Esercito regolare come punizione contro militari e civili dei paesi in guerra con l'URSS nella seconda guerra mondiale, o con coloro che furono coinvolti in movimenti di liberazione nazionale.
Molti di questi eventi si verificarono in Europa orientale e centrale prima e durante la seconda guerra mondiale; durante questo periodo le autorità sovietiche attuarono in alcuni casi esecuzioni sommarie e omicidi di massa di prigionieri di guerra e maltrattamenti di civili nei territori occupati sovietici, come ad esempio nel massacro di Katyn' ai danni di ufficiali dell'esercito polacco.
Quando le potenze alleate della seconda guerra mondiale fondarono il Tribunale Militare Internazionale del Dopoguerra per identificare e punire i crimini di guerra commessi durante il conflitto dalla Germania nazista, i funzionari dell'Unione Sovietica, nazione il cui ruolo era stato decisivo per vincere la guerra sul teatro europeo e che faceva parte a pieno titolo delle Quattro potenze principali, parteciparono attivamente ai processi giudiziari. Ovviamente in questa sede non vi fu alcun esame critico delle azioni delle forze sovietiche e non furono mai portate avanti accuse contro le sue truppe, come del resto non furono presentate istanze contro crimini di guerra degli alleati occidentali. Il tribunale di Norimberga, già deciso dai "Tre Grandi" capi (Winston Churchill, Franklin Delano Roosevelt e Stalin) della coalizione alleata mentre la guerra era ancora in corso, non poteva che colpire gli sconfitti ma in parte si espose a critiche di parzialità e spirito di vendetta secondo una concezione di giustizia del vincitore.
L'attuale governo russo è stato più volte accusato di revisionismo e negazionismo storico. I media russi si riferiscono ai crimini di guerra come "un mito occidentale", nei libri di testo di storia in Russia, i crimini sono stati modificati per rappresentare i sovietici in modo positivo od omessi del tutto. In un'intervista del giugno 2017, il presidente russo Vladimir Putin ha riconosciuto gli "orrori dello stalinismo", ma ha anche criticato l'"eccessiva demonizzazione di Stalin" da parte dei "nemici della Russia".

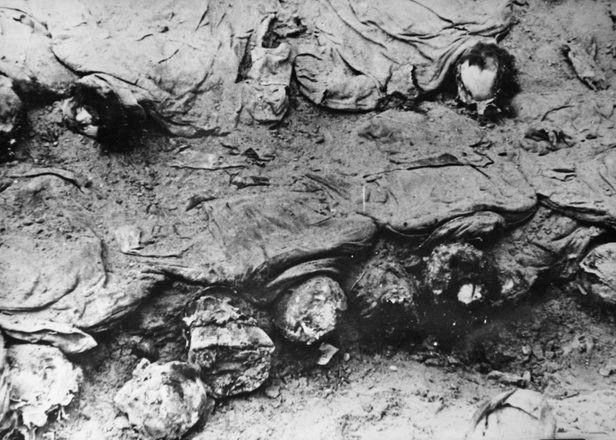
Esumazione a Katyn' nel 1943. Foto della delegazione della Croce Rossa Internazionale.

Il Parlamento Europeo, in una risoluzione in occasione dell'80º anniversario dell'inizio della seconda guerra mondiale, esprimeva "preoccupazione per gli sforzi dell'attuale leadership russa per imbiancare i crimini commessi dal regime totalitario sovietico".

## Antefatti
L'Unione Sovietica non riconobbe la Russia Imperiale e la firma della Convenzione dell'Aia del 1899 come vincolanti rifiutandosi di riconoscerle fino al 1955. Questo creò una situazione nella quale i crimini di guerra delle forze armate sovietiche potevano essere in futuro eventualmente razionalizzate. Allo stesso tempo, il rifiuto sovietico di riconoscere le convenzioni dell'Aia del 1899 e del 1907 diedero alla Germania nazista la "logica" per trattare in modo disumano il personale militare sovietico catturato.

## Prima della seconda guerra mondiale

### Vittime all'interno dell'Unione Sovietica
Diversi studiosi hanno fissato il numero di esecuzioni durante il Terrore rosso da parte del corpo di polizia politica Čeka, il predecessore dell'NKVD, a circa 250 000.
Alcuni credono che sia possibile che siano più le persone assassinate dalla Čeka rispetto a quelle morte in battaglia.
Tra il 1921 e il 1922, Michail Nikolaevič Tuchačevskij, un capo militare e futura vittima delle grandi purghe staliniane, comandò la campagna dell'Armata Rossa contro una rivolta contadina nella provincia di Tambov. Tuchačevskij eliminava ostaggi senza processo e usava gas velenoso contro obiettivi civili. Per questi motivi, Simon Sebag Montefiore ha accusato Tuchačevskij di essere "spietato come qualsiasi bolscevico".

### Pogrom
Anche se all'inizio i leader sovietici trattavano l'antisemitismo con "disprezzo" ed enormi sforzi furono compiuti dalle autorità sovietiche per contenere il bigottismo antisemita, qualche unità dell'Armata Rossa perpetrò i pogrom durante la guerra civile russa e nella guerra sovietico-polacca del 1919-1920; è famigerato quello di Baranovichi. Tuttavia, solamente un piccolo gruppo di pogrom fu attribuito all'Armata Rossa, con la grande maggioranza di pogrom del periodo commessi da anticomunisti e forze nazionaliste. I pogrom furono vigorosamente condannati dall'Alto Comando dell'Armata Rossa e le unità colpevoli furono disarmate, mentre i singoli facinorosi finirono sotto corte marziale. I colpevoli furono giustiziati.
Si stima che 3 450 ebrei o il 2,3% delle vittime ebree uccise durante la guerra civile russa furono assassinati dagli eserciti bolscevichi.

### NKVD
Il 6 febbraio 1922 la Čeka fu sostituita dal Direttorato politico dello Stato o GPU, una sezione dell'NKVD. La funzione dichiarata dell'NKVD era quella di proteggere la sicurezza dello stato dell'Unione Sovietica, alla quale si aggiunse la persecuzione politica su larga scala dei "nemici di classe". L'Armata Rossa ha spesso fornito supporto all'NKVD nell'attuazione delle repressioni politiche. Come forza di sicurezza interna e guardia del carcere contingente del Gulag, le truppe interne repressero i dissidenti politici e s'impegnarono in crimini di guerra durante periodi di ostilità militari nel corso della storia sovietica. Erano specificamente responsabili del mantenimento del regime politico nel Gulag e della conduzione delle deportazioni di massa e del reinsediamento forzato. Quest'ultimo prese di mira un certo numero di gruppi etnici che le autorità sovietiche presumevano essere ostili alle sue politiche e che probabilmente avrebbero collaborato con il nemico, inclusi ceceni, tartari di Crimea e coreani.

## Seconda guerra mondiale

### Cina
Durante l'invasione della Manciuria, i soldati sovietici e mongoli attaccarono e violentarono civili giapponesi, spesso incoraggiati dalla popolazione cinese locale che si vendicava del dominio giapponese e dei suoi crimini. La popolazione cinese locale a volte si è persino unita a questi attacchi contro la popolazione giapponese con i soldati sovietici. In un famoso esempio, durante il massacro di Gegenmiao, i soldati sovietici, incoraggiati dalla popolazione cinese locale, violentarono e massacrarono oltre mille donne e bambini giapponesi. Proprietà dei giapponesi furono saccheggiate anche dai soldati sovietici e cinesi. Molte donne giapponesi si sposarono con uomini della Manciuria locali per proteggersi dalla persecuzione dei soldati sovietici. Queste donne giapponesi per lo più sposarono uomini cinesi e divennero note come zanryu fujin.
Secondo lo storico sovietico Vjačeslav Zimonin, molti coloni giapponesi si suicidarono in massa all'avvicinarsi dell'Armata Rossa. Le madri furono costrette dai militari giapponesi ad uccidere i propri figli prima di morire o di suicidarsi. L'esercito giapponese ha spesso preso parte alle uccisioni dei suoi civili. Il comandante della Quinta armata giapponese, il generale Shimizu, commentò che "ogni nazione vive e muore secondo le proprie leggi". Soldati giapponesi feriti che non erano in grado di muoversi da soli venivano spesso lasciati morire mentre l'esercito si ritirava.
In seguito all'invasione dello stato fantoccio giapponese di Manciukuò, i sovietici rivendicarono preziosi materiali e attrezzature industriali giapponesi nella regione.
Secondo alcune fonti britanniche e americane, i sovietici decisero di derubare e violentare i civili in Manciuria. Ad Harbin, i cinesi pubblicarono slogan come "Abbasso l'imperialismo rosso!" Le forze sovietiche affrontarono delle proteste dei leader del Partito comunista cinese contro i saccheggi e gli stupri commessi dalle truppe in Manciuria. Ci furono diversi incidenti, in cui le forze di polizia cinesi in Manciuria hanno arrestato o addirittura ucciso truppe sovietiche per vari crimini, portando ad alcuni conflitti tra le autorità sovietiche e cinesi in Manciuria.
Lo storico russo Konstantin Asmolov sostiene che tali resoconti occidentali sulla violenza sovietica contro i civili in Estremo Oriente sono esagerazioni di incidenti isolati e i documenti dell'epoca non supportano le affermazioni di crimini di massa. Asmolov afferma inoltre che i sovietici, a differenza dei tedeschi e dei giapponesi, hanno perseguito i loro soldati e ufficiali per tali atti. In effetti, l'incidenza dei crimini commessi in Estremo Oriente fu molto inferiore del numero di crimini commessi da soldati sovietici in Europa.

### Cecoslovacchia
Il leader comunista cecoslovacco Vladimír Clementis inviò una denuncia al maresciallo Ivan Konev circa il comportamento delle truppe in Cecoslovacchia. In risposta Konev affermò che si trattava perlopiù di azioni di disertori dell'Armata Rossa.

### Estonia
Durante la guerra l'Estonia e gli altri Paesi baltici furono vittime di pesanti deportazioni e di altri atti di violenza e terrore perpetrati ai danni della popolazione locale estone e dei Paesi baltici in generale, con lo scopo di sopprimere ogni opposizione nazionalistica al potere sovietico ed eliminare le classi sociali ritenute avversarie del regime comunista. Queste avvennero principalmente tra il 1940 e il 1953, nell'epoca di Stalin e durante l'occupazione sovietica delle repubbliche baltiche e nella fase di collettivizzazione delle proprietà rurali strappate ai proprietari Estoni. In questo modo i Sovietici si assicurarono il potere, il controllo economico e l'egemonia sulle tre repubbliche baltiche.
Più di 300 000 cittadini dell'Estonia, all'epoca quasi un terzo della popolazione, furono colpiti da espulsioni, arresti, esecuzioni ed altri atti di repressione.
Le repressioni politiche sovietiche in Estonia si scontrarono con la resistenza armata dei Fratelli della foresta, composta da ex coscritti nell'esercito tedesco, nella milizia di Omakaitse e volontari del Reggimento di fanteria finlandese 200 che combatterono in una guerriglia che non fu completamente repressa fino alla fine degli anni '50. Oltre alle attese perdite umane e materiali subite a causa dei combattimenti, fino alla sua fine questo conflitto ha portato alla deportazione di decine di migliaia di persone, insieme a centinaia di prigionieri politici e migliaia di civili hanno perso la vita.

#### Deportazioni di massa
Tra il 14 e il 16 giugno 1941, da 9.254 a 10.861 persone, per lo più residenti urbani, di cui oltre 5 000 donne e oltre 2 500 bambini di età inferiore ai 16 anni, 439 ebrei (oltre il 10% della popolazione ebraica estone) furono deportati, principalmente negli Oblast' di Kirov e di Novosibirsk, o nelle carceri. Furono seguite le procedure indicate dalle Istruzioni di Serov.
Gli estoni residenti nell'Oblast' di Leningrado erano già soggetti a deportazioni dal 1935.

#### Battaglioni di distruzione
Nel 1941, per attuare la strategia della terra bruciata di Stalin, vennero costituiti battaglioni di distruzione nelle regioni occidentali dell'Unione Sovietica. In Estonia, hanno ucciso migliaia di persone, tra cui una grande parte di donne e bambini, bruciando dozzine di villaggi, scuole ed edifici pubblici. Ad uno scolaro di Urvaste, Tullio Lindsaar, vennero rotte le ossa delle mani e fu punto con le baionette per aver issato la bandiera dell'Estonia. Mauricius Parts, figlio del veterano estone della Guerra d'Indipendenza Karl Parts, venne cosparso di acido. Nell'agosto 1941, tutti i residenti del villaggio di Viru-Kabala furono uccisi, tra cui un bambino di due anni e un bambino di sei giorni. Una guerra partigiana scoppiò in risposta alle atrocità dei battaglioni di distruzione. Occasionalmente, i battaglioni bruciarono vive le persone. I battaglioni di distruzione hanno ucciso intorno alle 1.850 persone in Estonia. Quasi tutti erano partigiani o civili disarmati.
Un altro esempio delle azioni dei battaglioni della distruzione è il massacro di Kautla, dove furono uccisi 20 civili e decine di fattorie vennero distrutte. Molte persone sono state uccise dopo la tortura. Il basso numero di morti umane rispetto al numero di fattorie bruciate è dovuto al gruppo di ricognizione a lungo raggio di Erna che spezzava il blocco dell'Armata Rossa nell'area, permettendo a molti civili di fuggire.

### Finlandia

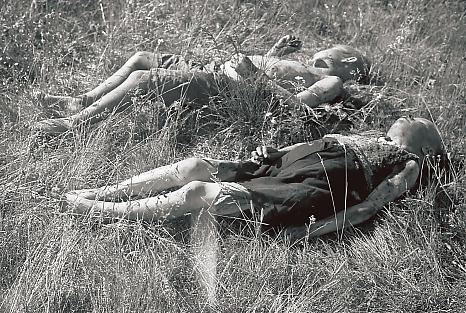
Bambini finlandesi uccisi dai partigiani sovietici a Seitajärvi nella Lapponia Finlandese, 1942.

La guerra di continuazione fu combattuta tra la Finlandia e l'Unione Sovietica fra il 1941 e il 1944. Durante la guerra, le unità partigiane sovietiche condussero raid nel territorio finlandese e attaccarono bersagli civili come i villaggi. Nel novembre 2006, fotografie che ritraggono le atrocità furono declassificate dalle autorità finlandesi. Molte di queste includono immagini di donne e bambini uccisi. All'epoca, le autorità finlandesi imposero il silenzio su questi fatti per non creare panico tra la popolazione.
Circa 3 500 prigionieri di guerra finlandesi, tra cui cinque donne, furono catturati dall'Armata Rossa. Si stima che il loro tasso di mortalità sia stato di circa il 40%. Le cause più comuni di morte erano la fame, il freddo e il trasporto opprimente.

### Germania

#### Uccisione di civili
Vi furono diversi massacri di civili in Germania da parte di sovietici durante la loro avanzata e occupazione del territorio tedesco, tra cui la strage di Nemmersdorf e il massacro di Treuenbrietzen.
Uno studio pubblicato dal governo tedesco nel 1974 ha stimato il numero di vittime civili tedesche di crimini durante l'espulsione dei tedeschi dopo la seconda guerra mondiale tra il 1945 e il 1948 ad oltre 600 000, con circa 400 000 morti nelle aree ad est dell'Oder e della Neiße (circa 120 000 morirono in atti di violenza diretta, in gran parte da parte di truppe sovietiche ma anche da parte di polacchi, 60 000 morirono in campi di concentramento polacchi e 40 000 in campi di concentramento sovietici o in prigioni, principalmente per la fame e per le malattie, 200 000 furono i morti tra i deportati civili tedeschi ai lavori forzati in Unione Sovietica), 130 000 in Cecoslovacchia (di cui 100 000 nei campi) e 30 000 deportati dalla Jugoslavia (circa il 16% morì). Queste cifre non includono i 125 000 morti civili nella battaglia di Berlino.

#### Stupri
Le stime occidentali del numero tracciabile di vittime di stupro in Germania vanno da 200 000 a 2 000 000. In seguito all'offensiva invernale del 1945, lo stupro di massa avvenne in tutte le principali città prese dall'Armata Rossa. Durante la liberazione della Polonia, in alcuni casi le donne furono violentate in gruppo da ben una dozzina di soldati. In alcuni casi le vittime che non si sono nascoste negli scantinati per tutto il giorno sono state stuprate fino a 15 volte. Secondo lo storico Antony Beevor, in seguito alla cattura di Berlino dell'Armata Rossa nel 1945, le truppe sovietiche violentarono donne e anche ragazzine tedesche di appena otto anni.
Secondo lo storico Norman Naimark, dopo l'estate del 1945, i soldati sovietici trovati mentre violentavano i civili di solito ricevevano punizioni che vanno dall'arresto all'esecuzione. Tuttavia, Naimark sostiene che gli stupri continuarono fino all'inverno del 1947-1948, quando le autorità di occupazione sovietiche finirono per limitare le truppe a posti di guardia. Naimark concluse che "La psicologia sociale delle donne e degli uomini nella zona di occupazione sovietica fu segnata dal crimine di stupro fin dai primi giorni di occupazione, attraverso la fondazione della RDT nell'autunno del 1949, fino al presente".
Secondo Richard Overy, i russi si rifiutarono di riconoscere i crimini di guerra sovietici, in parte "perché sentivano che gran parte di ciò era giustificata vendetta contro un nemico che aveva commesso di molto peggio, e in parte perché scrivevano la storia dei vincitori".

### Giappone
L'esercito sovietico commise crimini contro le popolazioni civili giapponesi e contro personale militare che si era arreso nelle fasi finali della seconda guerra mondiale durante gli assalti di Sachalin e delle Isole Curili.
Il 10 agosto 1945, le forze sovietiche effettuarono feroci bombardamenti navali e attacchi di artiglieria contro civili in attesa di evacuazione e installazioni giapponesi a Maoka. Quasi 1 000 civili furono uccisi dalle forze d'invasione.
Durante l'evacuazione delle Curili e di Karafuto, i convogli civili furono attaccati dai sommergibili sovietici nel Golfo di Aniva. I sommergibili sovietici di classe Leninec L-12 e L-19 affondarono due navi giapponesi di trasporto di rifugiati Ogasawara Maru e Taito Maru, danneggiando anche il No. 2 Shinko Maru il 22 agosto, 7 giorni dopo che Hirohito aveva annunciato la resa incondizionata del Giappone. Oltre 2 400 civili furono uccisi.

### Jugoslavia
Secondo il politico jugoslavo Milovan Đilas, sono stati documentati almeno 121 casi di stupro, di cui 111 riguardavano anche omicidi. Sono stati inoltre documentati 1 204 casi di saccheggi con aggressione. Đilas descrisse questi avvenimenti come "quasi insignificanti se si tiene presente che l'Armata Rossa ha attraversato solo l'angolo nord-orientale della Jugoslavia". Ciò ha causato preoccupazione ai partigiani comunisti jugoslavi, che temevano che le storie di crimini commessi dai loro alleati sovietici avrebbero indebolito la loro posizione nella popolazione.
Đilas scrisse che, in risposta, il leader partigiano jugoslavo Josip Broz Tito convocò il capo della missione militare sovietica, il generale Korneev, e formalmente protestò. Nonostante fosse stato invitato "come compagno", Korneev è esploso contro di loro per aver fatto "tali insinuazioni" contro l'Armata Rossa. Đilas, che era presente alla riunione, parlò e spiegò che l'esercito britannico non si era mai impegnato in "tali eccessi" mentre liberava le altre regioni della Jugoslavia. Il generale Korneev rispose urlando: "Protesto in modo più netto per questo insulto dato all'esercito rosso confrontandolo con gli eserciti dei paesi capitalisti".
L'incontro con Korneev non solo "si concluse senza risultati", ma portò anche Stalin ad attaccare personalmente Djilas durante la sua seguente visita al Cremlino.

### Lettonia
Nel patto Molotov-von Ribbentrop, la Lettonia venne inclusa nella sfera di interesse sovietica. Il 17 giugno 1940, la Lettonia fu occupata dalle forze sovietiche. Il governo di Karlis Ulmanis fu rimosso e nuove elezioni illegittime si tennero il 21 giugno 1940 con un solo partito elencato, in modo da instaurare un parlamento che prendesse la decisione di aderire all'Unione Sovietica, con la risoluzione che era già stata redatta a Mosca prima dell'elezione. La Lettonia è così entrata a far parte dell'Unione Sovietica il 5 agosto e il 25 agosto tutta la Lettonia è diventata parte dell'Unione Sovietica. Il Ministero degli Affari Esteri fu chiuso isolando la Lettonia dal resto del mondo.
Il 14 giugno 1941, migliaia di persone furono prelevate dalle loro case, caricate su treni merci e portate in Siberia. Intere famiglie, donne, bambini e anziani furono mandati nei campi di lavoro in Siberia. Il crimine è stato perpetrato dal regime di occupazione sovietico per ordine delle autorità di Mosca. Prima della deportazione, il Commissariato dei Popoli ha istituito gruppi operativi che hanno eseguito arresti, perquisizioni e sequestri di proprietà. Gli arresti sono avvenuti in tutte le parti della Lettonia, comprese le zone rurali.

### Lituania
La Lituania, come previsto dal patto Molotov-von Ribbentrop, fu invasa dall'Armata Rossa il 15 giugno 1940 ed annessa all'Unione Sovietica il 3 agosto 1940.
Tra il 1940 e il 1941, migliaia di lituani furono arrestati e centinaia di prigionieri politici furono arbitrariamente giustiziati. Più di 17 000 persone furono deportate in Siberia nel giugno 1941. Dopo l'attacco tedesco all'Unione Sovietica, l'apparato politico sovietico fu distrutto o ritirato verso est. La Lituania fu quindi occupata dalla Germania nazista per poco più di tre anni. Nel 1944 l'Unione Sovietica occupò nuovamente la Lituania. Dopo la seconda guerra mondiale e la successiva soppressione dei Fratelli della Foresta lituani, le autorità sovietiche uccisero migliaia di combattenti della resistenza e civili accusati di averli aiutati.
Il bilancio delle vittime stimato nelle carceri e nei campi sovietici tra il 1944 e il 1953 è di almeno 14 000 persone. Il bilancio delle vittime stimato tra i deportati tra il 1945 e il 1958 era di 20 000 persone, di cui 5 000 bambini.
Durante il ripristino dell'indipendenza lituana nel 1990 e nel 1991, l'esercito sovietico uccise 13 persone a Vilnius durante gli Eventi di gennaio]].

### Polonia

#### 1939-41
Nel settembre 1939 l'Armata Rossa invase e occupò la Polonia orientale in accordo ai protocolli del patto Molotov-Ribbentrop con la Germania nazista. Successivamente, tutte le forze sovietiche occuparono i Paesi baltici e parti della Romania, incluse Bessarabia e Bucovina settentrionale.

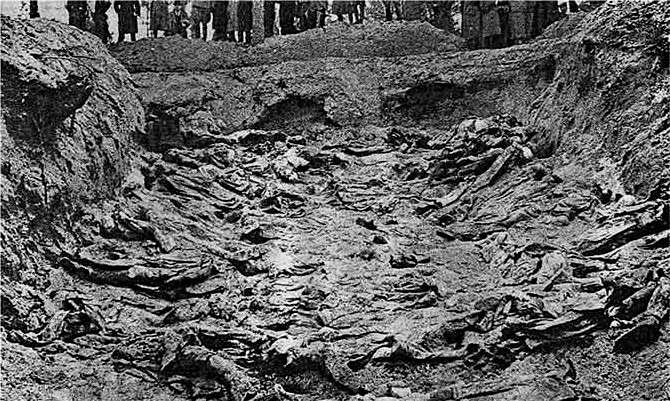
Una delle fosse comuni del Massacro di Katyn', dove l'NKVD uccise centinaia di ufficiali polacchi, poliziotti, intellettuali e prigionieri di guerra.

La politica sovietica in tutte queste aree fu molto dura verso le popolazioni sotto controllo, mostrando forti elementi di pulizia etnica, in particolare task forces del NKVD seguite dall'Armata Rossa per rimuovere "elementi ostili ai sovietici" dai territori conquistati. Lo storico polacco Tomasz Strzembosz notò dei parallelismi fra l'azione delle truppe naziste Einsatzgruppen e queste unità sovietiche. Molti cercarono di fuggire all'NKVD sovietica; quelli che non ci riuscirono furono presi in custodia e deportati in Siberia nei gulag.
La tortura fu usata in larga scala in varie prigioni, specialmente nelle piccole città. Prigionieri furono ustionati nell'acqua bollente a Bibrka; a Przemyslany diverse persone ebbero nasi, orecchie, dita tagliate e occhi cavati; a Cortkiv, alle detenute di sesso femminile furono tagliati i seni e portati fuori; a Drohobycz le vittime furono legate insieme al filo spinato. Simili atrocità furono perpetrate anche a Samborzec, Stanisławów, Stryj e Zolociv. Secondo lo storico Jan T. Gross:

"Non possiamo evitare la conclusione: gli organi di sicurezza dello Stato sovietico torturarono i propri prigionieri non solo per estorcere confessioni ma anche per giustiziarli. Non erano sadici nelle file del NKVD che agivano in preda a furore; piuttosto, questo faceva parte di un'ampia e sistematica procedura."

Durante gli anni 1939-41 circa 1,5 milioni di abitanti delle aree controllate dai sovietici nell'ex Polonia orientale furono deportati, dei quali il 63,1% erano polacchi o di altre nazionalità e il 7,4% erano ebrei. Solamente un piccolo numero di questi deportati sopravvissero alla guerra. Secondo il professore americano Carroll Quigley, almeno un terzo dei 320 000 dei prigionieri polacchi catturati dall'Armata Rossa nel 1939 fu assassinato.
Si stima che tra i 10 e i 35 000 prigionieri furono uccisi in prigione o in viaggio verso la prigione in Unione Sovietica nei pochi giorni successivi all'attacco tedesco ai sovietici del 22 giugno 1941.

#### 1944-45
In Polonia, le atrocità naziste tedesche terminarono alla fine del 1944, ma furono sostituite dall'oppressione sovietica con l'avanzata delle forze dell'Armata Rossa. I soldati sovietici erano spesso colpevoli di saccheggi, stupri e altri crimini contro i polacchi, portando la popolazione a temere e odiare il regime.
I soldati dell'Armia Krajowa furono perseguitati e imprigionati dalle forze russe. La maggior parte delle vittime furono deportate nei gulag nella regione di Donec'k. Solo nel 1945, il numero di membri dello Stato segreto polacco che furono deportati in Siberia e in vari campi di lavoro nell'Unione Sovietica arrivò a 50 000. Unità dell'Armata Rossa condussero campagne contro partigiani e civili polacchi. Durante l'inseguimento di Augustów nel 1945, furono catturati più di 2 000 polacchi e si presume che circa 600 di loro fossero morti in custodia sovietica. Dopo la guerra, una forma più complessa di giustizia fu eseguita sotto la giurisdizione della Repubblica popolare polacca, orchestrata dai sovietici sotto forma di processi simulati, organizzati dopo che le vittime erano state arrestate con false accuse dall'NKVD o da altre organizzazioni di sicurezza controllate dai sovietici come il Ministero della Pubblica Sicurezza. Sono state emesse almeno 6 000 condanne a morte in ambito politico e la maggior parte è stata eseguita. Si stima che oltre 20 000 persone siano morte nelle carceri comuniste. Esempi famosi includono Witold Pilecki o Emil August Fieldorf.
Gli stupri delle donne polacche nel 1945 portarono a una pandemia di malattie a trasmissione sessuale. Sebbene il numero totale delle vittime rimanga una questione di ipotesi, gli archivi di Stato e le statistiche polacche del Ministero della Salute indicano che avrebbe potuto superare le 100.000. A Cracovia, l'ingresso sovietico in città fu accompagnato da stupri di massa di donne e ragazze polacche, nonché dal saccheggio di proprietà private da parte dei soldati dell'Armata Rossa. Questo comportamento raggiunse una portata tale che persino i comunisti polacchi posizionativi dall'Unione Sovietica composero una lettera di protesta per lo Stalin, mentre le messe della chiesa erano tenute in attesa di una ritirata sovietica.

### Ungheria
Secondo il ricercatore e autore Krisztián Ungváry, durante l'assedio di Budapest circa 38 000 civili furono uccisi: circa 13 000 per azioni militari e 25 000 per fame, malattie e altre cause. In quest'ultima cifra sono inclusi circa 15 000 ebrei, in gran parte vittime di esecuzioni da parte di SS naziste e squadre della morte del Partito delle Croci frecciate. Ungváry scrive che quando i sovietici alla fine rivendicarono la vittoria, iniziarono una grande serie di violenze, incluso il furto di tutto ciò su cui potevano mettere le mani, esecuzioni casuali e stupri di massa. Le stime del numero di vittime di stupro variano da 5 000 a 200 000. Secondo Norman Naimark, alcune ragazze ungheresi furono rapite e portate nei quartieri dell'Armata Rossa, dove furono imprigionate, ripetutamente violentate e talvolta assassinate.

Un rapporto della legazione svizzera a Budapest descrive l'ingresso dell'Armata Rossa in città:
Durante l'assedio di Budapest e anche nelle settimane successive, le truppe russe saccheggiarono liberamente la città. Entrarono praticamente in ogni abitazione, dalla più povera alla più ricca. Hanno portato via tutto ciò che volevano, in particolare cibo, vestiti e oggetti di valore... ogni appartamento, negozio, banca, ecc. è stato saccheggiato più volte. Mobili e oggetti d'arte più grandi, ecc. che non potevano essere portati via, venivano spesso semplicemente distrutti. In molti casi, dopo il saccheggio, anche le case sono state incendiate, causando una grande perdita totale... Le cassette di sicurezza bancarie sono state svuotate senza eccezioni - anche le cassette di sicurezza britanniche e americane - e tutto ciò che è stato trovato è stato preso.

### Unione Sovietica

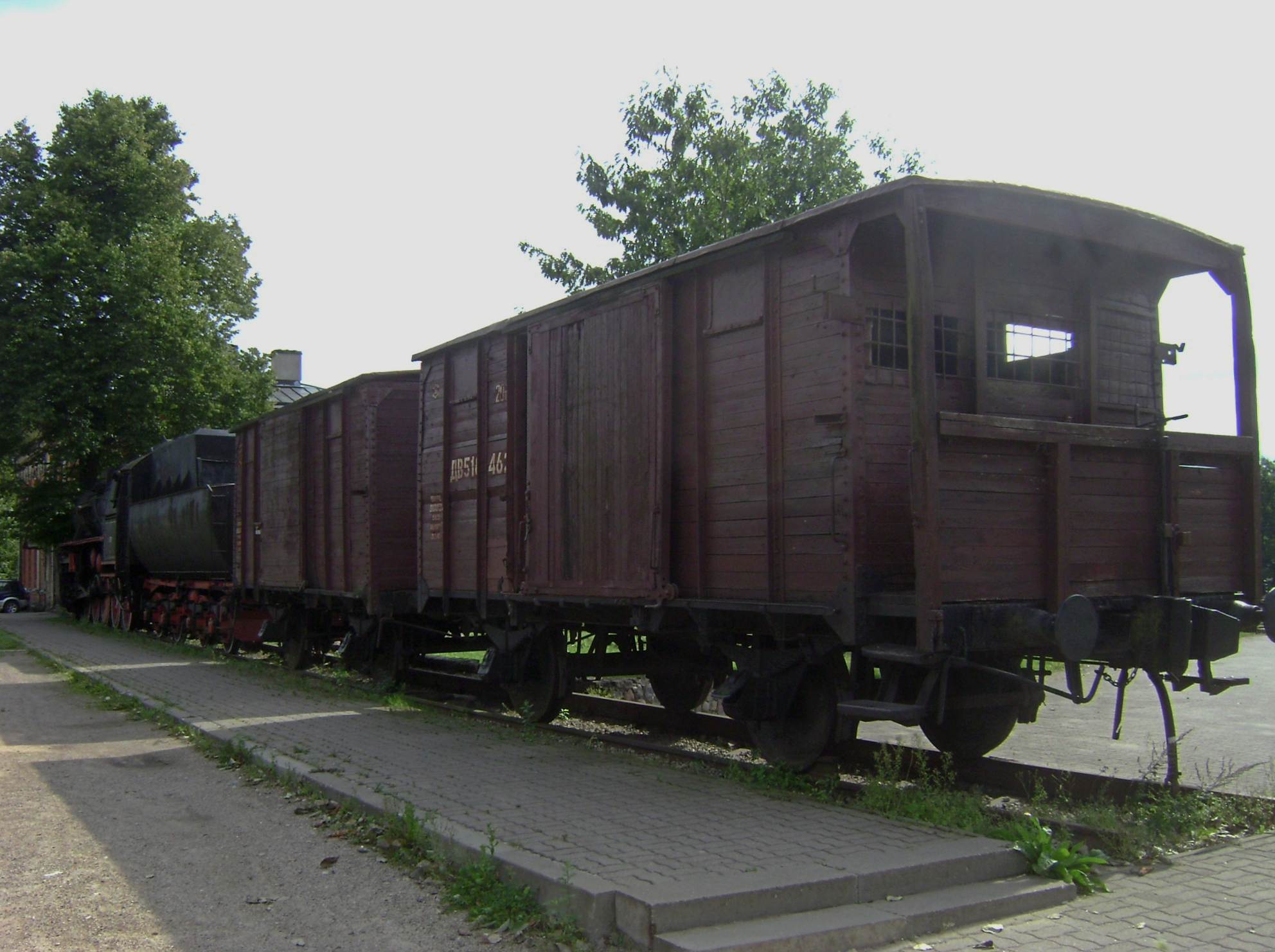
Treno usato per le deportazioni

Le deportazioni, le esecuzioni sommarie di prigionieri politici e l'incendio di generi alimentari e villaggi avvennero quando l'Armata Rossa si ritirò prima dell'avanzata delle forze dell'Asse nel 1941. Negli Stati baltici, in Bielorussia, Ucraina e Bessarabia, il NKVD e unità collegate dell'Armata Rossa massacrarono prigionieri e oppositori politici prima di fuggire dalle forze dell'Asse in avanzamento.

#### Calmucchia
Durante le deportazioni dei calmucchi del 1943 - Operazione Ulussy - la deportazione della maggior parte delle persone di nazionalità calmucca in Unione Sovietica (URSS) e le donne russe sposate con calmucchi, ma escludendo le calmucche sposate con uomini di altri nazionalità, circa la metà di tutti i calmucchi (97-98 000) deportati in Siberia morirono prima di poter tornare a casa nel 1957.

#### Crimea
Dopo il ritiro della Wehrmacht dalla Crimea, l'NKVD deportò dalla penisola circa 200 000 tatari della Crimea il 18 maggio 1944.

#### Caucaso
Nel 1943 e nel 1944, il governo sovietico accusò diversi gruppi etnici di collaborazione con le forze dell'Asse. Come punizione, diversi interi gruppi etnici furono deportati, principalmente in Asia centrale e Siberia in campi di lavoro. Il Parlamento europeo descrisse la deportazione di Ceceni e Ingusci, dove morirono circa un quarto delle persone, un atto di genocidio nel 2004:
... ritiene che la deportazione dell'intero popolo ceceno in Asia centrale il 23 febbraio 1944 per ordine di Stalin costituisca un atto di genocidio ai sensi della Quarta Convenzione dell'Aia del 1907 e della Convenzione per la prevenzione e repressione del crimine del genocidio adottato dall'Assemblea generale delle Nazioni Unite il 9 dicembre 1948.

### Trattamento dei prigionieri di guerra
Sebbene l'Unione Sovietica non avesse firmato formalmente la Convenzione dell'Aia, si considerava vincolata dalle disposizioni della Convenzione.
Durante la seconda guerra mondiale, l'Ufficio per i crimini di guerra della Wehrmacht raccolse e indagò sui rapporti di crimini contro i prigionieri di guerra dell'Asse. Secondo lo scrittore cubano-americano Alfred de Zayas, "Per l'intera durata della campagna russa, i rapporti di tortura e omicidio di prigionieri tedeschi non cessarono. L'Ufficio per i crimini di guerra aveva cinque principali fonti di informazione: (1) catturato documenti nemici, in particolare ordini, rapporti di operazioni e volantini di propaganda; (2) intercettazioni di messaggi radio e wireless; (3) testimonianze di prigionieri di guerra sovietici; (4) testimonianze di tedeschi catturati che erano fuggiti; e (5) testimonianze di tedeschi che videro cadaveri o corpi mutilati di prigionieri di guerra giustiziati. Dal 1941 al 1945 l'Ufficio di presidenza compilò diverse migliaia di deposizioni, rapporti e documenti catturati che, se non altro, indicano che l'uccisione di prigionieri di guerra tedeschi alla cattura o poco dopo il loro interrogatorio fu non un episodio isolato. I documenti relativi alla guerra in Francia, Italia e Nord Africa contengono alcuni resoconti sull'uccisione deliberata di prigionieri di guerra tedeschi, ma non ci può essere paragone con gli eventi sul fronte orientale."
In un rapporto del novembre 1941, l'Ufficio per i crimini di guerra della Wehrmacht accusò l'Armata Rossa di impiegare "una politica del terrore... contro i soldati tedeschi indifesi che sono caduti nelle sue mani e contro membri del corpo medico tedesco. Allo stesso tempo... ha fatto uso dei seguenti mezzi di mimetizzazione: in un ordine dell'Armata Rossa che porta l'approvazione del Consiglio dei Commissari del Popolo, datato 1º luglio 1941, le norme del diritto internazionale sono rese pubbliche, che l'Armata Rossa nello spirito del I regolamento dell'Aia sulla guerra terrestre dovrebbero seguire... l'ordine russo probabilmente aveva una distribuzione molto scarsa, e sicuramente non è stato seguito affatto. Altrimenti non si sarebbero verificati crimini indicibili."
Secondo le deposizioni, i massacri sovietici di prigionieri di guerra tedeschi, italiani, spagnoli e di altri soldati dell'Asse furono spesso incitati dai commissari di unità, che sostenevano di agire sotto gli ordini di Stalin e del Politburo. Altre prove confermarono la convinzione dell'Ufficio per i crimini di guerra secondo cui Stalin aveva dato ordini segreti sul massacro di prigionieri di guerra.
Secondo gli archivi sovietici, 381 067 soldati della Wehrmacht morirono nei campi NKVD (356 700 di nazionalità tedesca e 24 367 di altre). Lo storico tedesco Rüdiger Overmans sostiene che sembra interamente plausibile, ma non provabile, che un milione di persone siano morte in custodia sovietica. Ritiene anche che vi erano uomini che morirono effettivamente come prigionieri di guerra sebbene siano stati elencati tra i missing in action (MIA).

#### Massacro di Feodosia
I soldati sovietici si preoccupavano raramente di trattare i prigionieri di guerra tedeschi feriti. Feodosia, in Crimea, fu brevemente riconquistata dalle forze sovietiche il 29 dicembre 1942, e 160 soldati tedeschi feriti erano stati lasciati negli ospedali militari dalla Wehrmacht in ritirata. Dopo che i tedeschi ripresero il controllo di Feodosia, venne appreso che ogni soldato ferito era stato massacrato dal personale dell'Armata Rossa, della Marina e dell'NKVD. Alcuni erano stati sparati nei loro letti d'ospedale, altri ripetutamente massacrati a morte, altri ancora furono trovati gettati dalle finestre dell'ospedale prima di essere ripetutamente inzuppati di acqua gelata fino alla morte di ipotermia.

#### Massacro di Grišino
Il massacro di Grišino fu commesso da una divisione corazzata dell'Armata Rossa nel febbraio del 1943 nella città ucraina orientale di Pokrovs'k (all'epoca Grišino), per un totale di 596 morti.
I posti furono invasi dal Corpo dei carri armati sovietici della 4ª Guardia la notte del 10 e 11 febbraio 1943. Dopo la riconquista da parte della 5ª divisione Panzer SS Wiking, con il supporto della 333ª divisione di fanteria e della 7ª divisione Panzer, il 18 febbraio 1943 i soldati della Wehrmacht scoprirono numerosi decessi. Molti dei corpi erano orribilmente mutilati, orecchie e nasi tagliati e organi genitali amputati e infilati in bocca. Il seno di alcune delle infermiere fu tagliato, alcune donne furono violentate. Un giudice militare tedesco che era sulla scena dichiarò in un'intervista durante gli anni '70 che vide un corpo femminile con le gambe spalancate e un manico di scopa nei suoi genitali. Nella cantina della stazione ferroviaria principale circa 120 tedeschi furono radunati in un grande magazzino e poi uccisi con mitragliatrici.

#### Massacro di Broniki
Il massacro di Broniki fu un crimine di guerra perpetrato da soldati dell'Armata Rossa verso prigionieri di guerra della Wehrmacht, il 1º luglio 1941 a Broniki, nell'Ucraina occidentale. Delle 153 vittime del 35º reggimento di fanteria che sono state trovate, 132 "sono state massacrate in maniera bestiale e mutilate", come riferito in seguito dal comandante di divisione della 25ª divisione di fanteria (Wehrmacht).

#### Dopoguerra
Alcuni prigionieri tedeschi furono rilasciati subito dopo la guerra. Molti altri, tuttavia, rimasero nei gulag molto tempo dopo la resa della Germania nazista. Tra i più famosi veterani di guerra tedeschi a morire in cattività sovietica vi fu il Capitano Wilm Hosenfeld, che morì di ferite, probabilmente subì torture, in un campo di concentramento vicino a Stalingrado nel 1952. Nel 2009, il Capitano Hosenfeld fu onorato postumo dallo Stato di Israele per il suo ruolo nel salvare vite ebraiche durante l'Olocausto. Simile è stato il destino del diplomatico svedese Raoul Wallenberg.

## Dopoguerra

### Rivoluzione ungherese (1956)

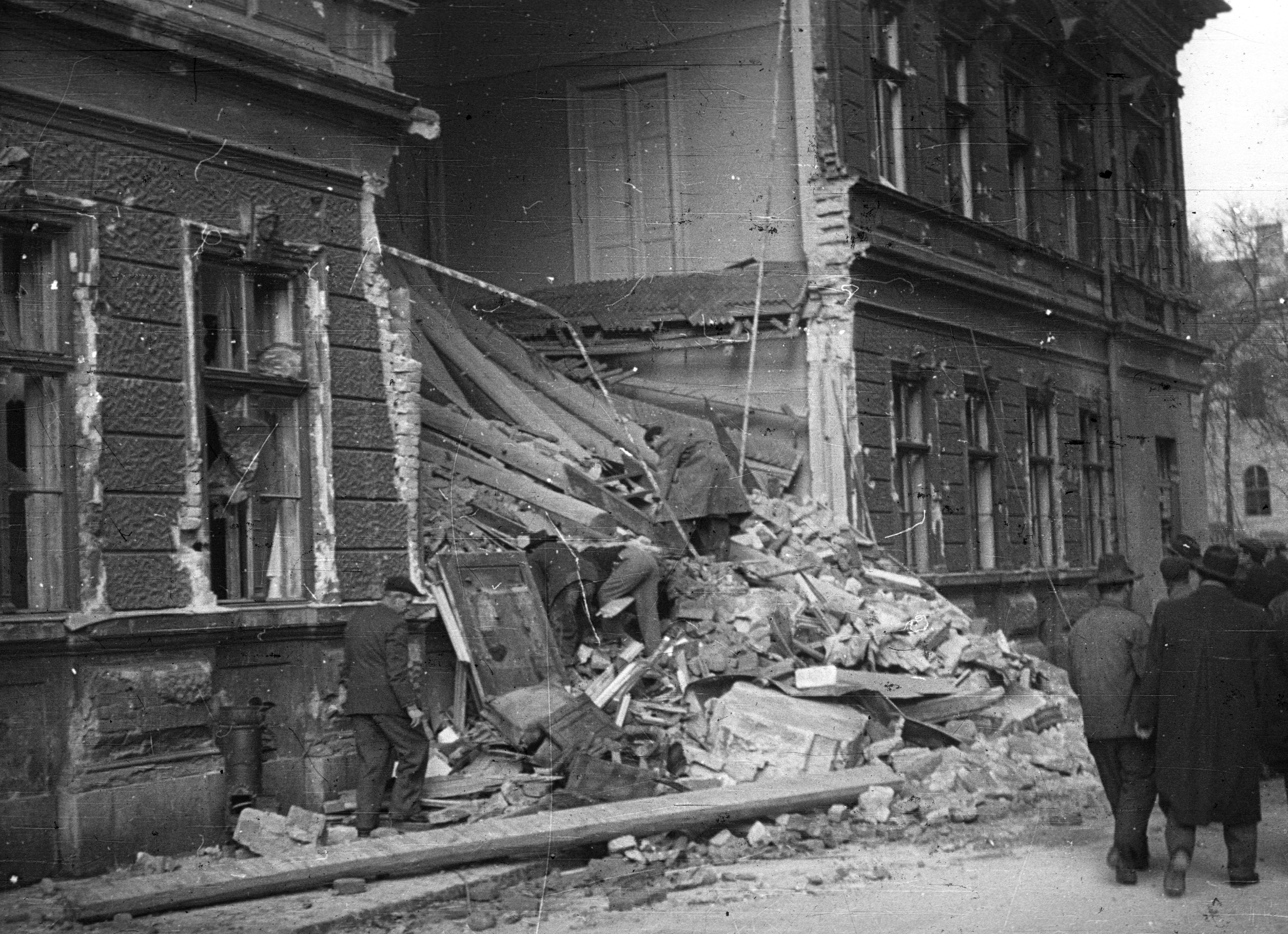
Un appartamento distrutto a Budapest durante l'invasione sovietica

Secondo il Rapporto delle Nazioni Unite del Comitato Speciale sul problema dell'Ungheria (1957): 
"I carri armati sovietici spararono indiscriminatamente contro tutti gli edifici da cui credevano di essere sotto tiro. La commissione delle Nazioni Unite ricevette numerosi rapporti di mortai sovietici e di fuoco di artiglieria in quartieri abitati nella sezione Buda della città, nonostante non ci fosse nessun fuoco di ritorno, e di "sparare a casaccio a passanti indifesi"

### Cecoslovacchia (1968)
Durante l'invasione della Cecoslovacchia da parte del Patto di Varsavia, 72 cechi e slovacchi furono uccisi (19 in Slovacchia), 266 feriti gravemente e altri 436 leggermente feriti.

### Guerra in Afghanistan (1979-89)
Gli studiosi Mohammad Kakar, W. Michael Reisman e Charles Norchi credono che l'Unione Sovietica sia stata colpevole di aver commesso un genocidio in Afghanistan. L'esercito sovietico uccise un gran numero di afgani per reprimere la loro resistenza. Fino a 2 000 000 di afgani furono uccisi dalle forze sovietiche e dai loro delegati. In un notevole incidente l'esercito sovietico commise l'uccisione di massa di civili nell'estate del 1980. Per separare i mujaheddin dalle popolazioni locali ed eliminare il loro sostegno, l'esercito sovietico uccise e scacciò i civili e usò tattiche di terra bruciata per impedire il loro ritorno. Usarono trappole esplosive, mine e sostanze chimiche in tutto il paese. L'esercito sovietico uccise indiscriminatamente combattenti e non combattenti per garantire la sottomissione da parte delle popolazioni locali. Le province di Nangarhar, Ghazni, Lagham, Kunar, Zabol, Qandahar, Badakhshan, Lowgar, Paktia e Paktika furono testimoni di ampi programmi di spopolamento da parte delle forze sovietiche. Le forze sovietiche hanno rapito donne afghane in elicotteri mentre volavano nel paese in cerca di mujaheddin. Nel novembre 1980 un certo numero di tali incidenti aveva avuto luogo in varie parti del paese, tra cui Laghman e Kama. Soldati sovietici e agenti KhAD rapirono giovani donne dalla città di Kabul e dalle aree di Darul Aman e Khair Khana, vicino alle guarnigioni sovietiche, per violentarle. Le donne violentate dai soldati russi vennero considerate "disonorate" dalle loro famiglie se tornarono a casa. I disertori dell'esercito sovietico nel 1984 confermarono anche le atrocità delle truppe sovietiche su donne e bambini afgani, affermando che le donne afghane venivano violentate. Lo stupro delle donne afghane da parte delle truppe sovietiche era comune e l'11,8 per cento dei criminali di guerra sovietici in Afghanistan furono condannati per stupro. Ci fu una protesta contro la stampa nell'Unione Sovietica per aver descritto gli "eroi di guerra" russi come "assassini", "aggressori", "stupratori" e "drogati".

### Gennaio nero
Il gennaio nero (in azero Qara Yanvar), noto anche come "sabato nero" o "massacro di gennaio", fu una violenta repressione a Baku il 19-20 gennaio 1990, a causa di uno stato di emergenza durante il processo di scioglimento dell'Unione Sovietica.
In una risoluzione del 22 gennaio 1990, il Soviet supremo della RSS azera dichiarò che il decreto del Presidio del Soviet supremo dell'URSS del 19 gennaio, usato per imporre il governo di emergenza a Baku, e il dispiegamento militare costituiva un atto di aggressione. Il gennaio nero è associato alla rinascita della Repubblica dell'Azerbaigian e fu una delle occasioni durante l'era di glasnost' e perestrojka in cui l'Unione Sovietica usò la forza contro i dissidenti.

## Processi e provvedimenti legali
Nel 1995, i tribunali lettoni condannarono l'ex ufficiale del KGB Alfons Noviks all'ergastolo per genocidio a causa delle deportazioni forzate negli anni '40.
Nel 2003, August Kolk (nato nel 1924), cittadino estone, e Petr Kislyiy (nato nel 1921), cittadino russo, furono condannati per crimini contro l'umanità da parte di tribunali estoni ad 8 anni di prigione ciascuno. Sono stati giudicati colpevoli di deportazioni di estoni nel 1949. Kolk e Kislyiy hanno presentato una denuncia alla Corte europea dei diritti umani, sostenendo che il codice penale del 1946 della Repubblica socialista federativa sovietica russa era valido all'epoca, applicabile anche in Estonia e che il suddetto codice non prevedeva la punizione di crimini contro l'umanità. Il loro appello fu respinto poiché la corte trovò che la Risoluzione 95 dell'Assemblea Generale delle Nazioni Unite, adottata l'11 dicembre 1946, confermò le deportazioni di civili come un crimine contro l'umanità ai sensi del diritto internazionale.
Nel 2004, Vassili Kononov, un partigiano sovietico durante la seconda guerra mondiale, fu condannato dalla corte suprema lettone come criminale di guerra per aver ucciso tre donne, una delle quali era incinta. È l'unico ex partigiano sovietico condannato per crimini contro l'umanità.
Il 27 marzo 2019, la Lituania condannò 67 ex militari sovietici e funzionari del KGB tra i 4 e i 14 anni di detenzione per la repressione contro i civili lituani nel gennaio 1991. Ne erano presenti solo due: Yuriy Mel, un ex ufficiale dei carri armati sovietici, e Gennady Ivanov, ex ufficiale delle munizioni sovietico, mentre l'ex ministro della Difesa dell'Unione Sovietica, Dmitrj Jazov è stato condannato in absentia e si nasconde in Russia.

## Nella cultura di massa

### Film
- Una donna a Berlino (2008) raffigura le aggressioni sessuali di massa commesse da soldati sovietici nella zona sovietica della Germania occupata. Si basa sul diario di Marta Hillers;[147]
- L'ammiraglio (2008), un film ambientato durante la guerra civile russa, raffigura soldati e marinai rossi che commettono numerosi massacri di ex membri del corpo degli ufficiali della Marina imperiale russa;
- Belva di guerra (1988), un film ambientato durante la guerra sovietico-afghana, raffigura crimini di guerra dell'Armata Rossa contro i non combattenti civili e la ricerca di una vendetta da parte del clan Pashtun;
- La guerra di Charlie Wilson (2007), ambientata durante la guerra sovietico-afghana, accusa lo stato sovietico di un genocidio sistematico contro i civili afghani;
- Katyń (2007) raffigura il massacro di Katyn attraverso gli occhi delle sue vittime e la lunga battaglia di decenni delle loro famiglie per conoscere la verità.

### Letteratura
- Notti prussiane (1974), un poema di guerra di Aleksandr Solženicyn. Il narratore, un ufficiale dell'Armata Rossa, approva i crimini delle truppe come vendetta per le atrocità naziste in Russia e spera di prendere parte al saccheggio stesso. La poesia descrive lo stupro di gruppo di una donna polacca che i soldati dell'Armata Rossa avevano scambiato per tedesca[148].

### Arte
- Il 12 ottobre 2013 uno studente di arte polacco di 26 anni, Jerzy Bohdan Szumczyk, fece erigere una statua mobile accanto al memoriale sovietico della seconda guerra mondiale nella città polacca di Danzica. La statua raffigurava un soldato sovietico che tentava di violentare una donna incinta; tirandole i capelli con una mano mentre le spingeva una pistola in bocca. Le autorità hanno rimosso l'opera d'arte perché era stata eretta senza un permesso ufficiale, ma c'era un interesse diffuso in molte pubblicazioni online. L'atto ha promosso una reazione rabbiosa da parte dell'ambasciatore russo in Polonia.[149][150][151]

### Sulla Seconda guerra mondiale
- Anonima, Una donna a Berlino, collana Gli struzzi 577, Torino, Einaudi, 2004. Pubblicato anonimo.
- Antony Beevor, Berlino 1945. La caduta, a cura di Maurizio Pagliano, traduzione di Enzo Peru, Collana Storica, Milano, Rizzoli, 2002, ISBN 978-88-17-87028-3. Edizione originale (EN) Berlin: The Downfall 1945, London, Penguin Books, 2002, ISBN 0-670-88695-5. Uscito negli USA col titolo The Fall of Berlin, 1945.
- (EN) Christer Bergström, Barbarossa - The Air Battle: July-December 1941, London, Chervron/Ian Allen, 2007, ISBN 978-1-85780-270-2. Bergstrom sottolinea che i crimini contro i PoW, e in particolare contro l'equipaggio aereo catturato, erano piuttosto universali nella seconda guerra mondiale.
- (EN) Milovan Djilas, Conversations with Stalin, New York, Harcourt, Brace & World, 1962,  pp. 88-89. Ospitato su archive.org.
- (DE) Bernhard Fisch, Nemmersdorf, Oktober 1944. Was in Ostpreußen tatsächlich geschah, Berlin, 1997, ISBN 3-932180-26-7.
- (EN) Steve Hall e Lionel Quinlan, KG55 : Greif Geshwader, Walton on Thames, Red Kite, 2000, ISBN 9780953806102, OCLC 46808661.
- (EN) Max Hastings, Armageddon: The Battle for Germany 1944–45, Macmillan, 2004,  capitolo 10: Blood and Ice: East Prussia, ISBN 0-333-90836-8.
  -  Apocalisse tedesca. La battaglia finale 1944-1945, traduzione di A. Catania, Collezione Le Scie, Milano, Mondadori, 2006, ISBN 978-88-04-56159-0.
  -  Armageddon. La battaglia per la Germania, 1944-1945, BEAT, 2016, ISBN 978-88-6559-360-8.
- (DE) Ingeborg Jacobs, Freiwild – Das Schicksal deutscher Frauen 1945, Berlin, Propyläen, 2008, ISBN 978-3-549-07352-0.
- (DE) Gabi Köpp, Warum war ich bloß ein Mädchen?, München, Herbig Verlag, 2010, ISBN 978-3-7766-2629-2.
- (EN) Mart Laar, War in the Woods: Estonia's Struggle for Survival, 1944-1956, Howells House, 1992, ISBN 978-0-929590-08-0.
- (DE) Hans Graf von Lehndorff, Ostpreußisches Tagebuch. Aufzeichnungen eines Arztes aus den Jahren 1945–1947, 21ª ed., dtv, 1993, ISBN 978-3-423-30094-0.
- (DE) Hans Lemberg e K. Erik Franzen, Die Vertriebenen – Hitlers letzte Opfer, München, Ullstein, 2002, ISBN 978-3548750835.
- (EN) James Mark, Remembering Rape. Divided Social Memory and the Red Army in Hungary 1944–1945, in Past & Present, n. 188, Oxford University Press, 2005,  pp. 133-161. Testo completo su Project Muse.
- (EN) Catherine Merridale, Ivan's War, the Red Army 1939-1945, London, Faber and Faber, 2005, ISBN 0-571-21808-3.
- (DE) Militärgeschichtliches Forschungsamt (a cura di), Das Deutsche Reich und der Zweite Weltkrieg, München, 2008. Fascicoli 10/1, pp. 681 e ss. (contributo di Manfred Zeidler), ISBN 978-3-421-06237-6, e 10/2,pp. 402 e ss., 489 e ss. (contributo di Rüdiger Overmans), ISBN 978-3-421-04338-2.
- (DE) Ingo von Münch, Frau, komm! Die Massenvergewaltigungen deutscher Frauen und Mädchen 1944/45, Graz, Ares, 2009, ISBN 978-3-902475-78-7.
- (EN) Norman M. Naimark, The Russians in Germany: A History of the Soviet Zone of Occupation, 1945-1949, Cambridge, MA, Harvard University Press, 1995, ISBN 0-674-78405-7.
- (DE) Richard Overy, Russlands Krieg, Reinbek, Rohwolt, 2002, ISBN 9783498050320.
- (EN) Tadeusz Piotrowski, Poland's Holocaust, McFarland, 1998, ISBN 0-7864-0371-3.
- (DE) Franz W. Seidler, Verbrechen an der Wehrmacht. Kriegsgreuel der Roten Armee 1941/42, Auflage, Selent, Pour le Mérite Verlag, 1998, ISBN 3-932381-03-3.
- (EN) John Toland, The Last 100 Days, 2003,  Chapter Two: Five Minutes before Midnight, ISBN 0-8129-6859-X.
- (EN) Elizabeth B. Walter, Barefoot in the Rubble, Palatine, Pannonia Press, 1997, ISBN 0-9657793-0-0.
- (EN) Alfred-Maurice de Zayas, The Wehrmacht War Crimes Bureau, 1939-1945, premessa di Howard Levie, Lincoln, University of Nebraska Press, 1989, ISBN 0-8032-9908-7. Edizione rivista: Rockland, Maine, Picton Press, ISBN 0-89725-421-X.
- (EN) Alfred-Maurice de Zayas, A Terrible Revenge. The Ethnic Cleansing of the East European Germans, 1944-1950, New York, St. Martin's Press, 1994, ISBN 0-312-12159-8.
- (DE) Alfred M. de Zayas, Die Wehrmacht-Untersuchungsstelle. Deutsche Ermittlungen über alliierte Völkerrechtsverletzungen im Zweiten Weltkrieg, München, Universitas Verlag, 1984, ISBN 3-8004-1051-6.

### Sulla guerra in Afghanistan
- (EN) Mohammed Kakar, The Soviet Invasion and the Afghan Response, 1979-1982, Berkeley-Los Angeles-London, University of California Press, 1992, ISBN 978-0-520-20893-3.